# Nakajima Ki-34
Il Nakajima AT-2 (中島AT-2?) era un bimotore da trasporto multiruolo ad ala bassa prodotto dall'azienda giapponese Nakajima Hikoki KK nella seconda parte degli anni trenta.
Venne utilizzato in ambito civile come aereo di linea e da trasporto da Dai Nippon Kōkū KK e Manshū kōkū KK, rispettivamente le compagnie aeree di bandiera nazionale dell'Impero giapponese e del Manchukuo, mentre in ambito militare dalle componenti aeree di esercito, con la designazione Ki-34 (キ34?, Ki sanjūyon) identificato anche come Aereo militare da trasporto tipo 95 modello 2 (九七式輸送機?, Kyūnana-shiki yusōki), ed in numero minore, marina imperiale, con la designazione L1N1, giapponesi durante la seconda guerra mondiale. Entrambi vennero identificati con il nome in codice alleato Thora

## Storia del progetto
La Nakajima Hikōki, che nei primi anni trenta aveva ottenuto la possibilità di costruire su licenza lo statunitense Douglas DC-2, iniziò nel 1935 lo sviluppo di un nuovo e più piccolo velivolo bimotore da trasporto leggero da proporre al mercato dell'aviazione civile. Un simile modello avrebbe costituito una scelta migliore per quelle compagnie aeree che operavano su rotte con un volume passeggeri ridotto e che non giustificavano l'acquisto del più capiente DC-2.
Il progetto originale, designato AT-1, fu oggetto di numerose modifiche in corso d'opera ed il programma di sviluppo generò un modello che, per le sue diversità da quello originale, assunse la designazione AT-2. Il prototipo, equipaggiato con una coppia di motori radiali Nakajima Kotobuki  2-1 da 580 hp (432 kW) ciascuno, venne portato in volo per la prima volta il 12 settembre 1936. Il velivolo denotò buone caratteristiche di volo confermando le aspettative dell'azienda pur risultando sottopotenziato, problema risolto all'avvio della produzione in serie adottando una più potente versione del Kotobuki.
La produzione venne avviata dalla Nakajima ma grazie all'interesse espresso dall'esercito imperiale, che stava cercando un velivolo da trasporto più moderno per la sua componente aerea, le commesse furono tali da dover rilasciare una licenza di produzione in serie alla Tachikawa Hikōki KK che, alla fine della produzione, risultò il costruttore più coinvolto nella sua realizzazione.
Al termine della sua produzione, nel 1942, la cifra complessiva degli esemplari realizzati si attestò sulle 318 unità, 19 costruite dalla Nakajima ed i restanti 299 dalla Tachikawa.

## Tecnica
L'AT-2 era un velivolo dall'aspetto moderno di costruzione, tranne per le superfici di controllo, interamente metallica: bimotore ad ala bassa con carrello retrattile.
La fusoliera era completamente chiusa e presentava una cabina di pilotaggio a scalino alla quale era collegato lo scompartimento passeggeri, dotato di otto poltroncine in corrispondenza di quattro finestrini per lato ed accessibili da un portello posto sul lato sinistro. Posteriormente terminava in un impennaggio classico monoderiva con piani orizzontali a sbalzo dotato di timone ed equilibratori in compensato.
La configurazione alare era monoplana, con l'ala realizzata in metallo a più sezioni assemblate tra loro, posizionata bassa sulla fusoliera e dotata di alettoni in compensato.
Il carrello d'atterraggio era un biciclo anteriore classico, con i due elementi anteriori posizionati sotto le semiali, dotato di un meccanismo che permetteva alle ruote anteriori di rientrare nelle due gondole motore lasciando parzialmente scoperti gli pneumatici, integrato posteriormente da un ruotino d'appoggio posizionato sotto la coda.
La propulsione era assicurata da una coppia di motori Nakajima Kotobuki, un radiale 9 cilindri posti su una singola fila raffreddato ad aria ed in grado di sviluppare, nella versione 41 adottato dai modelli di serie, una potenza pari a 710 hp (529 kW), racchiusi in altrettante gondole dotate di cappottature NACA posizionate sul bordo d'attacco delle semiali ed abbinati ad eliche bipala metalliche a passo variabile.
Anche nelle versioni militari non era previsto alcun armamento da difesa.

## Impiego operativo

### Civile (AT-2)
Vennero prodotti 32 esemplari di AT-2 destinati alle compagnie aeree Dai Nippon Kōkū KK e Manshū kōkū KK, che operavano sulle rotte di linea Tokyo-Hsinking, Tokyo-Tientsin ed all'interno del Manchukuo. Questi velivoli sono rimasti in servizio operativo fino alla resa del Giappone nell'agosto 1945.

### Militare (Ki-34 ed L1N1)

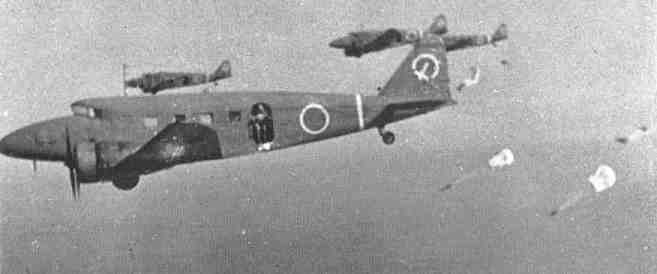
Un gruppo di Ki-34 durante un'esercitazione di lancio paracadutisti.

Nel 1937, dato l'incremento della richiesta di capacità di trasporto tattico dopo lo scoppio della Seconda guerra sino-giapponese, l'esercito imperiale giapponese adattò il progetto dell'AT-2 all'uso militare adottando una più potente motorizzazione, i radiali Nakajima Ha-1b, rinominando il modello, a seconda del sistema di designazione, aereo da trasporto per l'esercito Tipo 97 e Ki-34. I primi 19 esemplari vennero prodotti dalla Nakajima mentre i successivi 299 dalla Tachikawa, azienda che manteneva un rapporto prioritario per le forniture di mezzi l'esercito.
Durante il servizio operativo il Ki-34 venne utilizzato come aereo da trasporto leggero multiruolo, in missioni di collegamento e trasmissioni di ordini, per l'addestramento dei paracadutisti del Dai-1 Teishin Shūdan e durante operazioni a disposizione delle Forze speciali.
Successivamente alcuni esemplari furono trasferiti alla marina imperiale, dove adottarono, a seconda del sistema di designazione, la nuova denominazione trasporto per la marina tipo AT-2 o Nakajima L1N1. Altri furono trasferiti all'aeronautica della Cocincina, stato fantoccio istituito dal governo giapponese, nel 1942.

## Utilizzatori

### Civili
Giappone
- Dai Nippon Kōkū KK

 Manciukuò
- Manshū kōkū KK

### Militari
Giappone
- Dai-Nippon Teikoku Rikugun Kōkū Hombu

designazione dell'esercito imperiale corta: Ki-34
- Dai-Nippon Teikoku Kaigun Kōkū Hombu

designazione della marina imperiale corta: L1N1